# Condemned 84
Condemned 84 ist eine britische Oi!-Band aus Ipswich. Auf Grund verschiedener Aussagen und der Zusammenarbeit mit umstrittenen Bands und Plattenlabeln wird die Band gelegentlich der rechtsextremen Musik zugeordnet. Offiziell bezeichnet sich Condemned 84 als unpolitisch.

## Bandgeschichte
Im Herbst 1980 wurde die Band als Criminal Tendencies gegründet. Drei Jahre später benannte sie sich in Condemned um. Als 1984 ihr erstes Demo erschien, nahm man die Zahl 84 in den Bandnamen auf. Die Band spielte diverse Konzerte, vor allem im Vereinigten Königreich. 1986 erschien ihre Debüt-MLP Battle Scarred, die sich genau wie die nachfolgende EP in den britischen Independent-Charts platzieren konnte.
Es folgten einige Alben, unter anderem auf den in Deutschland umstrittenen Labels Rock-O-Rama und Dim Records. Die Band ist auch heute noch aktiv.
Im Juli 2014 wurde das Album Face the Aggression von der Bundesprüfstelle für jugendgefährdende Medien (BPjM) indiziert und auf Liste B der indizierten Trägermedien gesetzt.

## Musikstil
Condemned 84 spielen harten, britischen Oi!. Die Texte behandeln alltägliche Themen und haben einen Hang zur Glorifizierung von Gewalt.

## Kritik
Condemned 84 galt trotz der jahrelangen Zusammenarbeit mit Rechtsrock-Labels wie Rock-O-Rama und Dim Records als unpolitische Band. Sie positionierte sie sich jedoch stark antikommunistisch und lehnt die Punk-Bewegung ab. Auch äußerten sich ihre Mitglieder patriotisch. In jüngster Zeit sucht die Band die Nähe zu britischen RAC-Bands. So weigerten sie sich laut Mark Noah von dem US-amerikanischen Grauzone-Label GMM Records, zusammen mit The Templars und Pressure Point zu spielen, weil diese schwarze Bandmitglieder hätten und dies ihre rechten Fans in Europa wütend machen würde. Zudem sind einige Konzerte dokumentiert, bei denen es zu Hitlergrüßen kam, sowie Auftritte im Hammerskins-Umfeld.
Cliff Warby, ein ehemaliger Schlagzeuger der Band, zog in die Vereinigten Staaten und schloss sich dort der rechtsextremen Szene an.

## Diskografie

### Alben
- 1988: Face the Aggression (LP/CD, Grade 1 Records/Rock-O-Rama, indiziert)
- 1991: The Boots Go Marching In (Rock-O-Rama)
- 1993: Storming to Power (Rock-O-Rama)
- 1995: Amongst the Thugs (Step-1 Music)
- 1999: Blood on Yer Face (R 'n' B RECORDS)
- 2004: No One Likes Us… We Don’t Care (CD/LP, Hit Records/Dim Records)
- 2011: In from the Darkness (Haunted Town)
- 2023: The Crusade Continues... (Askania Productions)

### Livealben/Kompilationen
- 1989: Live and Loud (Link Records)
- 2005: The Best Of (LCD/LP, Step-1 Music/Dim Records)
- 2014: Singles Collection (Rebellion Records)

### EPs und Singles
- 1986: Battle Scarred (MLP, Oi! Records)
- 1986: Oi! Ain’t Dead (EP, RFB Records)
- 1987: In Search of the New Breed (EP, RFB Records)
- 1995: Euro ’96 (EP, Grade 1 Records)
- 1999: Bootboys (Single, Hammer Records)
- 2003: Battle/No Way In (Single, Haunted Town)
- 2010: The Real Oi! (EP, Haunted Town)

### Demos
- 1984: The Original Tapes (Approved)

### Videos
- 1988: We’ll Keep the Faith (VHS, Grade 1)